# Lucie Primot
Lucie Primot, épouse Masconi, née le 25 mai 1918 à Romilly-sur-Seine, est une résistante, membre du réseau de passeurs de Jœuf, en Meurthe-et-Moselle, zone interdite de juillet 1940 à la Libération. Elle est décédée le 27 juin 1979 à Bitche.
Arrêtée le 28 mars 1942 avec l'ensemble de ce réseau, désignée comme déportée Nacht und Nebel (NN), elle fait partie des personnes jugées dans le cadre de la grande affaire de Metz ; elle passe de prison en prison avant d'être condamnée à mort en février 1944. Graciée en juin 1944, et à la suite d'une longue marche entre janvier et février 1945, elle est libérée de la prison d'Aichach, près de Munich, le 28 avril par les Américains.

## Biographie
Dès juillet 1940, les Allemands créent une frontière entre le département de la Moselle, annexée de fait, et celui de Meurthe et Moselle, occupé et déclaré zone « réservée », interdite aux réfugiés.
Le long de cette ligne d’environ 150 kilomètres se constituent plusieurs filières d’évasion, dont celle de Jœuf, pour accueillir des prisonniers de guerre évadés et de jeunes Alsaciens Lorrains refusant la nazification de leur région et le travail obligatoire.
Lucie habite alors avec sa mère à Villeroy , son père, chef de gare à Valleroy, étant décédé en 1926. Elle est institutrice à l'école privée de Genibois ; comme trois de ses collègues, Marie Thérèse Cremmel, Andrée François et Yolande Melandri. Lucie accepte de conduire de jeunes évadés accueillis à Jœuf jusqu'à la gare d'Homécourt. Guide de France, elle porte une cape, véritable signe de ralliement des évadés. Avec la complicité des cheminots, elle leur prend des billets, monte avec eux jusqu'à Valleroy. Attendus à Jarny, la station suivante, ils sont pris en charge par d'autres cheminots et, mis en sécurité dans des wagons plombés, ils peuvent passer en zone libre.
Le 28 mars 1942, prévenue de son arrestation, elle a le temps de retourner chez elle pour supprimer certains papiers compromettants. Emmenée, avec d'autres membres du réseau, à la prison de Metz comme l'ensemble du réseau, à la suite d'une dénonciation : elle est confrontée, au siège de la Gestapo à Metz, au jeune Lorrain René S., qui, évadé grâce aux passeurs de Jœuf dont Lucie, les a trahis après son arrestation par les nazis ; sa cape suspendue dans le local d'interrogatoire constitue la preuve de son appartenance au réseau.
Le 1er mai, elle est transférée avec 15 hommes et 15 femmes de son réseau à la prison de Trèves en Allemagne.Puis, le 24 septembre, à celle de Cologne dans l'attente d'un jugement. Après quelques mois au camp de Flußbach, elle revient à la prison de Cologne en avril 1943, puis à celle d'Essen également bombardées.
Transférée en décembre 1943 à la prison de Breslau, elle est enfin jugée et condamnée à mort le 7 février 1944, peine commuée le 22 juin en travaux forcés. De juin 1944 à janvier 1945, considérée comme otage, elle est internée à Jauer, en Basse Silésie, d'où elle part du fait de l'avance russe avec plusieurs centaines de femmes. Une Longue Marche de 1 200 kilomètres, les mène, malgré froid, épuisement, alertes, à la prison de femmes de Aïchach d'où elle est libérée le 28 avril par les Américains. Elle rejoint Valleroy le 17 mai 1945.
Le 15 juillet 1946, elle épouse Jean Masconi, officier ayant participé à la constitution des premiers maquis de l'Allier, déporté à Peenemunde puis Dora et Buchenwald.
Ils auront trois enfants, dont Lucie s'occupera en tant que mère au foyer, tout en restant active dans plusieurs associations mémorielles.

## Le réseau de Jœuf
Un réseau se constitue à Jœuf sous l’impulsion du chanoine Dellwal avec le soutien actif du maire M. Peltier, des sœurs de Peltre à l’hôpital de Jœuf-Génibois et de plusieurs familles acceptant d’accueillir les fugitifs puis de les accompagner, munis de faux papiers, dans les gares les plus proches d’où, avec la complicité de cheminots, ils peuvent passer en zone non occupée, vers Bourg-en-Bresse ou Lyon.
Ce réseau fait passer entre août 1941 et mars 1942 près de 3 000 personnes. Ses membres sont tous arrêtés le 28 mars 1942 à la suite d'une dénonciation. 31 d’entre eux, dont 15 femmes (*1) sont déportés dans des différents camps et prisons en Allemagne parmi les premiers NN (*2), condamnés aux travaux forcés ou condamnés à mort.16 en reviennent en avril-mai 1945 dont un meurt d’épuisement le 31 mai 1945.

## Distinctions
- Officier de la Légion d'honneur, le 17 janvier 1965.
- Croix de guerre 1939–1945, palme de bronze, en avril 1949.
- Croix du combattant volontaire de la guerre de 1939–1945, en mars 1961.
- Croix du combattant volontaire de la Résistance, en mars 1952.
- Croix du combattant, en juin 1951.
- Médaille de la déportation pour faits de Résistance, en juin 1951, de par son titre de « déporté résistant »[5].
- Médaille des Passeurs, en septembre 1945

## Reconnaissance
- Elle est reconnue « Déporté résistant »[5].
- Lucie a obtenu le grade de Lieutenant dans l'Armée française.
- Une place porte le nom de Lucie Primot à Valleroy